# Карл (Хесен-Касел)
Вижте пояснителната страница за други личности с името Карл.
Карл фон Хесен-Касел (на немски: Karl von Hessen-Kassel, * 3 август 1654 в Касел, † 23 март 1730 в Касел) от Дом Хесен е от 1670 г. до смъртта си 55 години ландграф на Хесен-Касел.
Той е вторият син на ландграф Вилхелм VI от Хесен-Касел (1629–1663) и Хедвиг София фон Бранденбург (1623–1683) от род Хоенцолерн. До 1675 г. той управлява с майка си като регентка. Неговият по-голям брат, Вилхелм VII умира през 1670 г. малко след като става пълнолетен и преди да може да поеме управлението.
Карл стабилизира бързо ландграфството си след последствията на Тридесетгодишната война, образува нова голяма войска и дава войници като наемници на други страни.
Карл дава през 1685 г. на по-малкия си брат Филип като paragium малка част от ландграфство Хесен, т. нар. Ландграфство Хесен-Филипстал.
Той разрешава на 18 април 1685 г. на изгонените от французите хугеноти да се заселят в неговото ландграфство. През 1699 г. основава Зибург (днес Бад Карлсхафен).

## Семейство и деца
Карл се жени за Мария Амалия (1653–1711), дъщеря на херцог Якоб Кетлер (1610–1682), херцог на Курландия, и съпругата му Луиза Шарлота фон Бранденбург (1617-1676). Двамата имат децата:
- Вилхелм (1674–1676)
- Карл (1675–1677)
- Фридрих (1676–1751), ландграф на Хесен-Касел, крал на Швеция

∞ 1. 1700 Луиза фон Бранденбург (1680–1705)
∞ 2. 1715 кралица Улрика Елеонора от Швеция (1688–1741)
- Християн (*/† 1677)
- София Шарлота (1678–1749)

∞ 1704 херцог Фридрих Вилхелм I от Мекленбург-Шверин (1675–1713)
- Карл (1680–1702)
- Вилхелм VIII (1682–1760), ландграф на Хесен-Касел

∞ 1717 Доротея Вилхелмина фон Саксония-Цайц (1691–1743)
- Леополд (1684–1704)
- Лудвиг (1686–1706)
- Мария Луиза (1688–1765)

∞ 1709 княз Йохан Вилхелм Фризо от Насау-Диц (1687–1711)
- Максимилиян (1689–1753)

∞ 1720 Фридерика Шарлота фон Хесен-Дармщат (1698–1777)
- Георг (1691–1755)
- Елеонора (*/† 1694)
- Вилхелмина Шарлота (1695–1722)

След смъртта на съпругата му Карл има от 1713 г. допълнителна връзка с Жана Маргерита дьо Фер, маркиза дьо Лангалери, от която има един син, Charles Frederic Philippe de Gentil, Marquis de Langallerie, който умира рано; Карл осигурява финансово децата, които донася метресата.
След неговата метреса и приближена маркиза дьо Лангалери Карл има връзка с Барбара Христина фон Бернхолд (1690-1756), която при сина на Карл Вилхелм VIII става голяма дворцова майсторка и през 1742 г. от император Карл VII е издигната на имперска графиня.